# Populus ambigua
Populus ambigua är en videväxtart som beskrevs av G. Beck.. Populus ambigua ingår i släktet popplar, och familjen videväxter. Inga underarter finns listade i Catalogue of Life.